# Astragalus froedinii
Astragalus froedinii — вид квіткових рослин з родини бобових (Fabaceae). Ареал охоплює такі країни: Марокко.

## Середовище
Це трав'яниста рослина, яка росте в лісах і кам'янистих місцях гірських районів. Відомо, що цей вид зустрічається в середземноморських лісах і пущах, середземноморських ялівцевих степах Високого Атласу та середземноморських акацієво-арганієвих сухих лісах і сукулентних заростях екорегіонів. Росте на висотах 40–2400 метрів. Наразі немає відомих серйозних загроз для цього виду.